# Dichaetothyrea clavifrons
Dichaetothyrea clavifrons là một loài ruồi trong họ Asilidae. Dichaetothyrea clavifrons được Londt miêu tả năm 1982. Loài này phân bố ở vùng nhiệt đới châu Phi.